# Blyth Tait
Blyth Tait (Whangarei, 10 de maio de 1961) é um ginete de elite neozelandês, campeã olímpico do CCE.

## Carreira
Blyth Tait representou seu país nos Jogos Olímpicos de 1992, 1996, 2000 e 2004, na qual conquistou no CCE individual a medalha de ouro, em 1996. 